# Gustav Adolph Gaillard
Gustav Adolph Gaillard (* 11. April 1818 in Riesenburg/Westpreußen; † 3. Juni 1899 in Berlin) war ein Kirchenältester (Ancien) der französischen Kolonie in Berlin.

## Leben
Gaillard war der Sohn des hugenottischen Kaufmanns Friedrich Wilhelm Gaillard und dessen Ehefrau Anna Justine, geb. Boesler. Er arbeitete von etwa 1843 bis 1868 als Tischler in Berlin und lebte danach als Rentier. Als Kirchenältester der französischen Kolonie machte er sich in der Folgezeit um die Bauten der Gemeinde sehr verdient. Er wurde 1873 zum Aufseher über die Gebäude und Bauten ernannt.
Für den Neubau des französischen Hospitals in der Friedrichstraße 129 lieferte er 1877 den Bauplan. Bei der Ausführung des Baus, der 1878 bezogen wurde, hatte er auch die Leitung und Überwachung. In Anerkennung seiner Verdienste erhielt er den Kronenorden 4. Klasse.
Als Mitglied der Baukommission des französischen Konsistoriums war er als Kommissar zuständig für die Klosterstraße 43, Großer Jüdenhof 8 und die Französische Kirche in Berlin (sog. Klosterkirche), für die Luisenstädtische Kirche und Grundstück Kommandantenstraße 5 sowie für die Kirchhöfe.
Ab 1879 leitete er den Bau des neuen Vorderhauses Klosterstraße 43 und anschließend bis 1882 die Renovierung der Klosterkirche. 1883 wurde unter seiner Leitung rechts neben der Luisenstädtischen Kirche ein Geschäfts- und Wohnhaus errichtet. In dem zwischen Friedrichstädtischer Kirche und Turm gelegenen Vorgarten wurde 1884 von Gaillard ein Pavillon nach eigenem Entwurf errichtet.
1885 war er Mitglied der Waisenhausdirektion als Deputierter des Konsistoriums und Mitglied der Generaldirektion des Französischen Hospizes.